# Армениакон

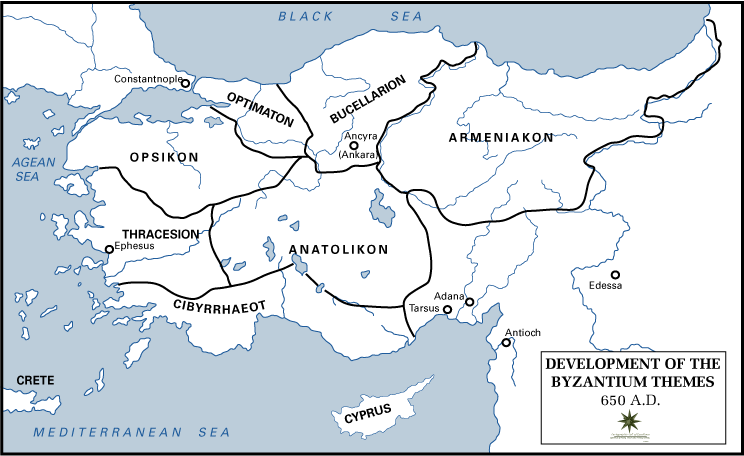
Фемы Византии к 770 году

Армениакон, или Армениак (греч. Θέμα Άρμενιάκων; арм. Արմենիակոնի բանակաթեմ) — фема (военно-административный округ) на востоке Восточной Римской (Византийской) империи.

## Возникновение
Несмотря на упоминание в 629 году, во время персидского похода императора Ираклия, о «Георгии, турмахе Армениака» (пр. 610—641), первые упоминания в литературных источниках о феме приходятся на восстание полководца Сабория в 667/668 годах. Позже она упоминается в 717/718 годах. Наряду с другими тремя первыми фемами Армениакон был создан на основе остатков восточных армий Византии, которые не смогли предотвратить арабские вторжения в конце 640-х годов. Таким образом, армия magister militum Армении («Армениака») разместилась на территории Понта, Пафлагонии и Каппадокии.

## Структура фемы
Столицей фемы был город Амасья, и ею управлял стратиг, который вместе с наместниками Анатолика и Фракиссии получал ежегодное жалование в 40 фунтов золота. В IX веке он управлял армией в 9000 человек и 17 крепостями. Размер Армениакона и его стратегическое значение на границе с мусульманами сделало его стратига важной фигурой, и войска фемы участвовали в нескольких восстаниях в VIII веке. По этой причине в IX веке из неё выделили провинции Харсиан и Каппадокию, которые сперва стали клисурами, а затем полноправными фемами. А с 819 года из её состава были вынесены фемы Пафлагония и Халдия, а потом — Колонея (первая с 863 года управлялась уже не дукой, а стратигом), после чего под контролем стратига Армениакона остался только западный Понт.

## Утрата

Византийские фемы в 950 году

Фема оставалась в составе Византии вплоть до конца XI века. В 1073 году после битвы при Манцикерте область попала под власть отряда мятежного нормандского наёмника Русселя де Байоля. Местное население охотно стало платить налоги де Байолю, поскольку его отряд, в отличие от центральной власти, защищал область от набегов турок.
Однако в результате интриг Алексея Комнина в 1074 году Байоль был выдан византийцам и регион был занят сельджуками, хотя несколько крепостей оставались в руках византийцев. Династия Комнинов желала возвратить потерянные империей регионы, но Армениакон остался в руках турок.